# Krasznojarszki vízerőmű

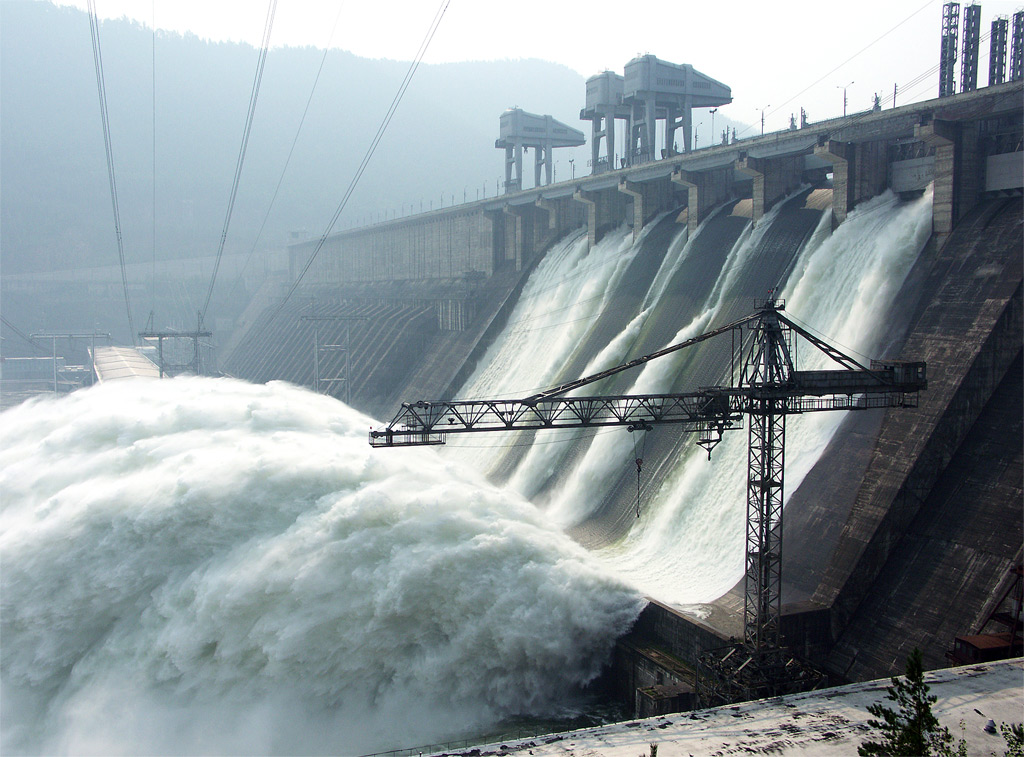
A Krasznojarszki-vízerőmű

A Krasznojarszki vízerőmű (oroszul: Красноя́рская гидроэлектроста́нция [Krasznojarszkaja gidroelektrosztancija], rövidítve: Krasznojarszkaja GESZ) Oroszország ázsiai részén, a Jenyiszejen kialakított vízerőműrendszer első tagja.
A rendszer utolsó tagja a folyón kb. 320 km-rel följebb kialakított Szajano-susenszkojei vízerőmű.

## Leírása
A vízerőmű Krasznojarszktól 40 km-re délre, Gyivnogorszk város közelében épült. 
Az építkezés 1956-ban kezdődött, a duzzasztógát építéséhez 5,7 millió m³ betont használtak fel. Az első aggregátor 1967-ben kezdte meg az áramtermelést, az utolsó 1971-ben. A létesítményt hivatalosan 1972-ben adták át, akkor ez volt a világ legnagyobb teljesítményű vízerőműve. 
12 darab 500 MW-os aggregátorával a 6000 MW összteljesítményű erőmű átlag 20,4 milliárd kWh (vagy: 18,4 milliárd kWh) villamosenergiát termel évente. A megtermelt energia legnagyobb felhasználója a Krasznojarszki Aluminium Gyár.
Ez Oroszország egyetlen olyan vízerőműve (2010-ig), amelyhez hajóemelőt is építettek. A berendezés tíz évvel a hivatalos átadás után, 1982-ben készült el és max. 1500 tonnás hajók átbocsátását teszi lehetővé.

## Duzzasztógát
A gát a Jenyiszej vizét 388 km hosszan duzzasztja vissza; hossza 1065 m, magassága 124 m (más forrás szerint: a gát hossza 1072,5 m, közepes magassága a meder fölötti részen 117 m, a legmagasabb pontján 128 m) Az így kialakított mintegy 2000 km² területű, max. 73,3 km³ vízmennyiség befogadására képes Krasznojarszki-víztározó délen az Abakan folyó torkolatáig és Abakan városig ér.

## Fordítás
Ez a szócikk részben vagy egészben  a(z)   Красноярская ГЭС című orosz Wikipédia-szócikk ezen változatának fordításán alapul.  Az eredeti cikk szerkesztőit annak laptörténete sorolja fel. Ez a jelzés csupán a megfogalmazás eredetét és a szerzői jogokat jelzi, nem szolgál a cikkben szereplő információk forrásmegjelöléseként.